# Rhaphidorrhynchium gabonense
Rhaphidorrhynchium gabonense là một loài rêu trong họ Sematophyllaceae. Loài này được Broth. & P. de la Varde mô tả khoa học đầu tiên năm 1928.